# Vagaï
Le Vagaï (en russe : Вагай) est une rivière de Russie qui coule dans l'oblast de Tioumen en Sibérie occidentale. C'est un affluent de l'Irtych en rive gauche, donc un sous-affluent de l'Ob.

## Géographie
La longueur du Vagaï est de 555 kilomètres. Son bassin versant s'étend sur 23 000 kilomètres carrés, soit environ l'équivalent des trois quarts de la superficie de la Belgique.
Le bassin versant du Vagaï occupe l'interfluve entre les bassins inférieurs de la Tobol et de l'Ichim.
Le Vagaï prend sa source à une altitude de 128 mètres dans une tourbière située à environ 40 kilomètres à l'est de la ville de Zavodooukovsk. Il coule d'abord d'ouest en est sur une distance de plus ou moins 100 kilomètres. Puis son cours s'incurve progressivement vers le nord, ce qui lui fait prendre la direction allant du sud-ouest vers le nord-est.
Il se jette dans l'Irtych à 55 kilomètres en amont de la confluence avec la Tobol.
Dans son cours supérieur, il est longé à droite par la voie ferrée du Transsibérien (secteur reliant Tioumen et Omsk).

## Histoire
C'est au niveau de l'embouchure du Vagaï dans l'Irtych que le chef cosaque Ermak Timofeïévitch, héros national et premier conquérant russe de la Sibérie, se noya en 1585, à l'époque du tsar Ivan le Terrible.

## Gel et navigabilité
Le Vagaï est habituellement pris par les glaces depuis le mois de novembre, et ce jusqu'à la fin du mois de mars ou le début du mois d'avril.
Le reste du temps, il est navigable pour des petites embarcations, sur la moitié inférieure de son cours. 

## Affluents
- le Balakhleï (rive droite)
- l'Aguitka (rive droite)
- l'Achlyk (rive gauche)

## Localités traversées
Il y a peu d'agglomérations importantes le long du Vagaï. 
- Il faut citer la ville d'Omoutinskiï située sur le trajet du Transsibérien.
- La petite ville de Vagaï est située au niveau de sa confluence avec l'Irtych.

## Hydrométrie - Les débits à Tchernoïe
Le débit de la rivière a été observé pendant 39 ans (1961-1999) à Tchernoïe, localité située en amont du confluent Vagaï-Agitka, à quelque 70 kilomètres de la confluence avec l'Irtych,. 
À Tchernoïe, le débit annuel moyen ou module observé sur cette période était de 22,0 m3/s pour une surface de drainage de plus ou moins 15 600 km2, soit 68 % de la totalité du bassin versant de la rivière. Le débit observé sur cette surface ne comprend pas les débits - importants pour le Vagaï - de deux de ses principaux afflents : l'Aguitka (7,33 m3/s) et l'Achlyk (4,28 m3/s).
La lame d'eau d'écoulement annuel dans le bassin se montait de ce fait à 44,5 millimètres, ce qui peut être considéré comme médiocre, mais est en fait typique des régions peu arrosées du sud de la Sibérie occidentale.
Le débit moyen mensuel observé en février (minimum d'étiage) est de 3,12 m3/s, soit seulement 3 % du débit moyen du mois de mai (98,2 m3/s), ce qui souligne l'amplitude très élevée des variations saisonnières. Sur la durée d'observation de 39 ans, le débit mensuel minimal a été de 1,20 m3/s en juillet 1976 - été de sécheresse mémorable en France également -, tandis que le débit mensuel maximal s'élevait à 397 m3/s en mai 1987. Un débit mensuel inférieur à 1,7 m3 est rarissime.
En ce qui concerne la période estivale, la plus importante car libre de glaces (de mai à septembre inclus), le débit minimal observé a été de 1,20 m3/s en juillet 1976, année d'importante sécheresse.  
On constate aussi de fortes disparités d'écoulement d'après les années. Ainsi le débit annuel moyen se montait à 53,96 m3/s en 1970, et n'était plus que de 6,55 m3/s en 1975 et de 5,31 en 1976.